# Presitas de Regil
Presitas de Regil är en ort i Mexiko.   Den ligger i kommunen Pénjamo och delstaten Guanajuato, i den centrala delen av landet, 300 km väster om huvudstaden Mexico City. Presitas de Regil ligger 2 388 meter över havet och antalet invånare är 105.
Terrängen runt Presitas de Regil är huvudsakligen kuperad. Presitas de Regil ligger uppe på en höjd. Runt Presitas de Regil är det ganska tätbefolkat, med 104 invånare per kvadratkilometer. Närmaste större samhälle är Pénjamo, 13,0 km sydost om Presitas de Regil. I omgivningarna runt Presitas de Regil växer huvudsakligen savannskog.